# Petrovaradin
Petrovaradin (în sârbă Петроварадин, în germană Peterwardein, în maghiară Pétervárad) este o parte din aglomerația urbană a orașului Novi Sad, Serbia. A fost o fortăreață importantă pe Dunăre și locul unei importante bătălii istorice, în care Eugeniu de Savoia a învins forțele Imperiului Otoman (5 august 1716).

## Personalități
- Josip Jelačić (1801-1859), feldmareșal imperial austriac și ban al Croației
- Kosztá Nagy (1911-1986), general iugoslav de etnie maghiara, luptător și comandant în Războiul Civil Spaniol și lupta de eliberare națională a Iugoslaviei